# Előttünk a vízözön
Az Előttünk a vízözön (eredeti spanyol nyelven: El Arca, olasz nyelven: L'arca di Noè) 2007. július 5-én készült argentin-olasz rajzfilm. A Juan Pablo Buscarini filmstúdió gyártotta. A film Noé bárkája bibliai történetén alapul. 
Magyarországon 2009. március 23-án jelent meg DVD-n.

## Szereplők
| Szereplő           | Eredeti hang           |
| ------------------ | ---------------------- |
| Noé                | Juan Carlos Mesa       |
| Farfan             | Jorge Guinzburg        |
| Miriam             | Mariana Fabbiani       |
| Jafet              | Alejandro Fantino      |
| Reina Leona Oriana | Magdalena Ruiz Guiñazú |
| Pity               | Lalo Mir               |
| Puma Cachito       | Alejandro Dolina       |
| Diego Topa         | Palomo Pepe            |

## Magyar hangok
- Árkosi Kati
- Biró Anikó
- Bókai Mária
- Bolla Róbert
- F. Nagy Erika
- Faragó András
- Fehér Péter
- Gardi Tamás
- Kisfalusi Lehel
- Maday Gábor
- Martin Márta
- Posta Victor
- Sörös Miklós
- Sótonyi Gábor
- Szokol Péter
- Várday Zoltán
- Varga Tamás
- Zsigmond Tamara